# Старосурметово
Старосурме́тово (рос. Старосурметово, башк. Иҫке Сөрмәт) — село у складі Чекмагушівського району Башкортостану, Росія. Входить до складу Резяповської сільської ради.
Населення — 7 осіб (2010; 22 у 2002).
Національний склад:
- башкири — 50 %
- татари — 45 %